# 安息回马箭

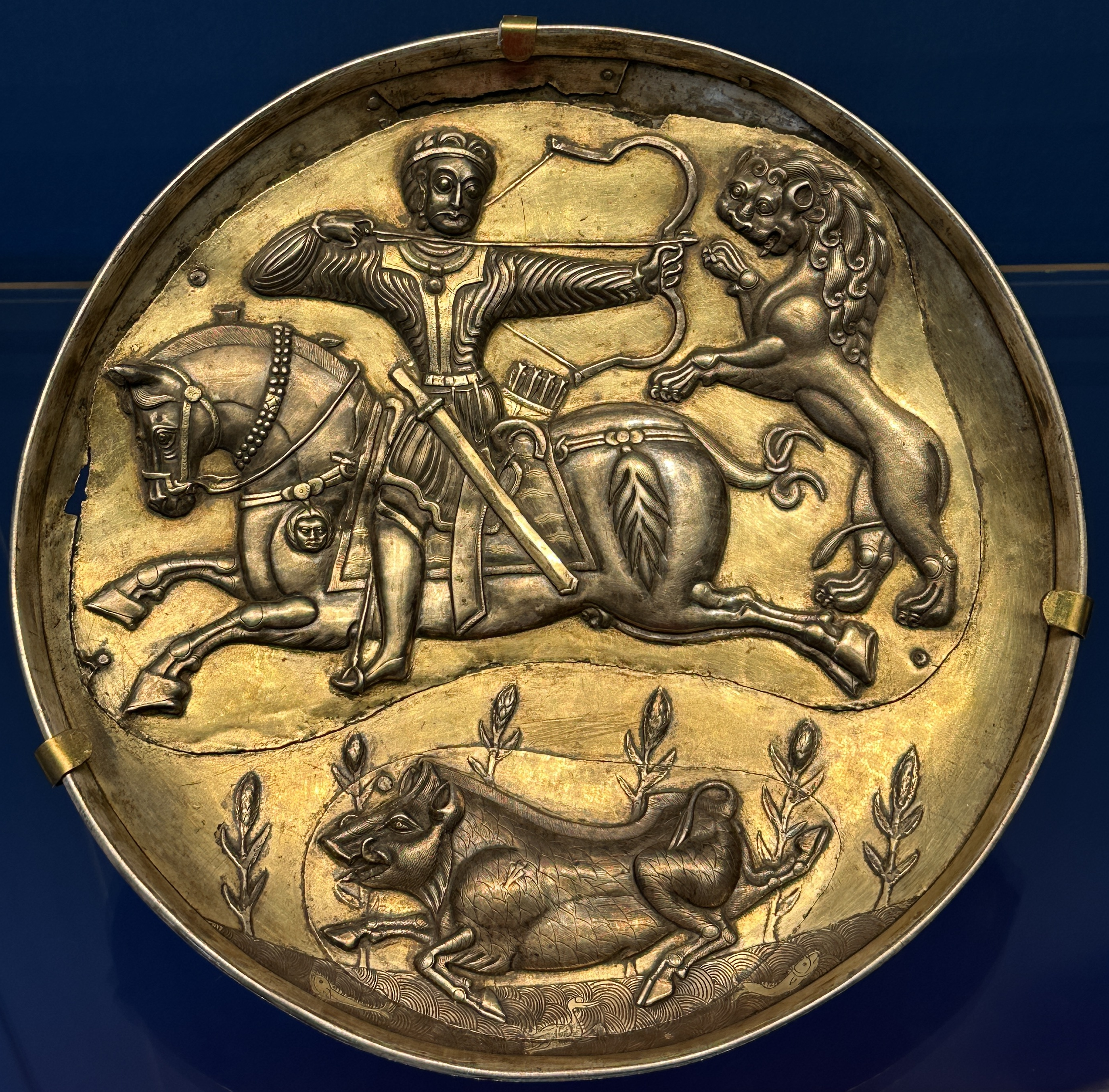
安息回马箭

安息回马箭（Parthian Shot）亦稱帕提亚回马箭，是一種由安息人所發揚光大的弓騎兵戰術。

## 歷史
波斯人以及安息人大部分均善於騎射，以致弓騎兵長年為安息帝國軍中干，戰力剽悍的安息騎兵亦譽滿天下。當年安息弓騎兵作戰時廣泛採用一種戰術：於戰場上佯作（或實際）撤退，引誘敵人（通常為騎兵）追趕，然後當敵人追至近身時，突然轉身向身後敵人發箭。由於距離較近，不須高超射術即可重創敵方，所以此戰術後來得以逐漸在弓騎兵作戰中普及。